# یولی، گلاسترشر
یولی (به انگلیسی: Uley) یک روستا و محله مدنی در بریتانیا است که در Stroud District واقع شده‌است. یولی ۱٬۱۵۱ نفر جمعیت دارد.